# Gnamptogenys kalabit
Gnamptogenys kalabit é uma espécie de formiga do gênero Gnamptogenys.